# Pierre Fabri Ier
Pour les articles homonymes, voir Pierre Fabri.
Pierre Fabri, né à Limoges et   mort en décembre 1369, est un prélat français du XIVe siècle. Il appartient probablement à la famille de Jean Fabri, cardinal-évêque de Tulle, et du pape Grégoire XI, et est de la famille de Guillaume Fabri et de Pierre Fabri II, futurs évêques de Riez.

## Biographie
Pierre Fabri est évêque de Riez de 1352 à 1369. Après des années  des miracles dans la chapelle de Notre-Dame de la Roche à   Moustiers, le pape  Clément VI  concède  en 1345  des indulgences  à ceux qui  visiteront ladite chapelle aux jours de fête de Notre-Dame. En 1364 le pape Urbain V  étend encore les indulgences.
Pierre Fabri meurt en 1369, après avoir vu sa ville épiscopale à moitié détruite par les bandes espagnoles de Henri de Transtamare.

## Source
- La France pontificale (Gallia Christiana), Paris, s.d.